# Chemnitzer Fußballclub 2008-2009
Questa voce raccoglie le informazioni riguardanti il Chemnitzer Fußballclub nelle competizioni ufficiali della stagione 2008-2009.

## Stagione
Nella stagione 2008-2009 il Chemnitz, allenato da Gerd Schädlich, concluse il campionato di Regionalliga nord al 7º posto. In Coppa di Germania il Chemnitz fu eliminato al primo turno dall'Hoffenheim.

## Rosa
| N. |                     | Ruolo | Calciatore        |
| -- | ------------------- | ----- | ----------------- |
| 1  | Germania (bandiera) | P     | Sebastian Klömich |
| 2  | Germania (bandiera) | C     | Kevin Hampf       |
| 3  | Germania (bandiera) | D     | Jörn Nowak        |
| 4  | Germania (bandiera) | D     | Julius Reinhardt  |
| 5  | Germania (bandiera) | C     | Tobias Becker     |
| 5  | Germania (bandiera) | C     | Jörg Emmerich     |
| 6  | Germania (bandiera) | C     | Hendrik Liebers   |
| 7  | Germania (bandiera) | D     | Mike Baumann      |
| 10 | Germania (bandiera) | C     | Anton Müller      |
| 10 | Germania (bandiera) | A     | Benjamin Förster  |
| 11 | Germania (bandiera) | D     | David Sieber      |
| 13 | Germania (bandiera) | A     | Steven Sonnenberg |

| N. |                     | Ruolo | Calciatore       |
| -- | ------------------- | ----- | ---------------- |
| 14 | Germania (bandiera) | D     | Christian Kunert |
| 14 | Germania (bandiera) | C     | Marcel Schlosser |
| 15 | Germania (bandiera) | D     | Chris Löwe       |
| 16 | Germania (bandiera) | D     | Sascha Thönelt   |
| 17 | Germania (bandiera) | C     | Felix Bachmann   |
| 19 | Germania (bandiera) | C     | Benjamin Boltze  |
| 20 | Germania (bandiera) | A     | Steffen Kellig   |
| 21 | Germania (bandiera) | D     | Marcel Wilke     |
| 22 | Germania (bandiera) | P     | Enrico Keller    |
| 24 | Germania (bandiera) | P     | Stefan Schmidt   |
| 27 | Germania (bandiera) | C     | Frank Gerster    |

## Organigramma societario
Area tecnica
- Allenatore: Gerd Schädlich
- Allenatore in seconda: Torsten Bittermann, Kay-Uwe Jendrossek
- Preparatore dei portieri: Willy Lang
- Preparatori atletici:
- Analisi video:

## Calciomercato

### Sessione estiva
| Acquisti | Acquisti        | Acquisti       | Acquisti |
| R.       | Nome            | da             | Modalità |
| -------- | --------------- | -------------- | -------- |
| C        | Jörg Emmerich   | Erzgebirge Aue |          |
| C        | Frank Gerster   | Magdeburgo     |          |
| P        | Enrico Keller   | Borea Dresda   |          |
| C        | Hendrik Liebers | Erzgebirge Aue |          |
| P        | Stefan Schmidt  | Chemnitz U19   |          |

| Cessioni | Cessioni    | Cessioni             | Cessioni |
| R.       | Nome        | a                    | Modalità |
| -------- | ----------- | -------------------- | -------- |
| C        | Steve Grube | VfB Fortuna Chemnitz |          |
| P        | Marco Pohl  | Chemnitz II          |          |

### Sessione invernale
| Acquisti | Acquisti    | Acquisti           | Acquisti |
| R.       | Nome        | da                 | Modalità |
| -------- | ----------- | ------------------ | -------- |
| C        | Kevin Hampf | Wehen Wiesbaden II |          |
| D        | Jörn Nowak  | Rot-Weiß Erfurt    |          |

| Cessioni | Cessioni        | Cessioni             | Cessioni |
| R.       | Nome            | a                    | Modalità |
| -------- | --------------- | -------------------- | -------- |
| C        | Felix Schimmel  | VfB Fortuna Chemnitz |          |
| C        | Stefan Schumann | Markranstädt         |          |

## Risultati

### Regionalliga

#### Girone di andata
| Arbitro: | Wagner |

|               |           |                |
| Sonnenberg 4’ | Marcatori | 15’ Zimmermann |

| Arbitro: | Steinhaus-Webb |

|                                                  |           |                                    |
| Starck 5’ Siedschlag 23’ Warnick 30’ Behktas 82’ | Marcatori | 36’ (aut.) Warnick 47’, 79’ Boltze |

| Arbitro: | Trautmann |

|             |           |                     |
| Baumann 45’ | Marcatori | 25’ Koç 86’ Cankaya |

| Arbitro: | Grudzinski |

|                |           |  |
| Kilicaslan 41’ | Marcatori |  |

| Arbitro: | Robke |

|  |           |                                                         |
|  | Marcatori | 17’ Schlosser 62’ Kellig 70’ T.Becker 76’ (rig.) Boltze |

| Arbitro: | Marx |

|               |           |               |
| Schlosser 82’ | Marcatori | 6’ Proschwitz |

| Arbitro: | Stor |

|                           |           |                   |
| Lartey 19’ Siedschlag 82’ | Marcatori | 85’ (rig.) Boltze |

| Arbitro: | Stark |

|           |           |                          |
| Wilke 63’ | Marcatori | 21’ Prochnow 68’ Ergirdi |

| Arbitro: | Schmidt |

|                   |           |                  |
| Kanitz 28’ (rig.) | Marcatori | 4’ (rig.) Boltze |

| Arbitro: | Aytekin |

|            |           |  |
| Kellig 59’ | Marcatori |  |

| Arbitro: | Sönder |

|             |           |                           |
| Bolivard 8’ | Marcatori | 57’ Kellig 78’ Sonnenberg |

| Arbitro: | Dietz |

|                |           |              |
| Sonnenberg 27’ | Marcatori | 85’ Brechler |

| Arbitro: | Sippel |

|  |           |                                         |
|  | Marcatori | 9’ Wilke 34’ Sonnenberg 45’, 83’ Boltze |

| Arbitro: | Aytekin |

|                                   |           |           |
| Schlosser 39’ Emmerich 51’ (rig.) | Marcatori | 49’ Haufe |

| Arbitro: | Meyer |

|           |           |  |
| Lipke 88’ | Marcatori |  |

| Arbitro: | Beitinger |

|             |           |            |
| Förster 90’ | Marcatori | 17’ Pollok |

| Arbitro: | Brych |

|                                                           |           |                   |
| Reimann 28’ Vujanović 51’ Dragusha 58’ Racanel 62’ (rig.) | Marcatori | 79’ (rig.) Boltze |

#### Girone di ritorno
| Arbitro: | Dankert |

|  |           |                          |
|  | Marcatori | 45’ Kellig 52’ Schlosser |

| Arbitro: | Pflaum |

|            |           |            |
| Boltze 31’ | Marcatori | 26’ Becken |

| Arbitro: | Henschel |

|  |           |                                      |
|  | Marcatori | 39’ Reinhardt 70’ Schlosser 89’ Löwe |

| Chemnitz 7 marzo 2009, ore 13:30 CET 21ª giornata | Chemnitz | 0 – 0 referto | Oberneuland | Stadion an der Gellertstraße (2 352 spett.)\| Arbitro: \| Hussein \| |
| Arbitro:                                          | Hussein  |               |             |                                                                      |

| Arbitro: | Osmers |

|                         |           |  |
| Boltze 43’ Emmerich 90’ | Marcatori |  |

| Arbitro: | Eibach |

|                |           |            |
| Proschwitz 58’ | Marcatori | 78’ Kellig |

| Arbitro: | Hartmann |

|  |           |         |
|  | Marcatori | 18’ Boy |

| Arbitro: | Rohde |

|                                |           |                   |
| Frahn 40’, 90’ (rig.) Civa 45’ | Marcatori | 35’ (rig.) Kellig |

| Arbitro: | Kempter |

|            |           |                           |
| Kellig 63’ | Marcatori | 9’, 80’ David 71’ Neubert |

| Arbitro: | Steuer |

|                      |           |                      |
| Groß 14’ Schahin 69’ | Marcatori | 18’ Hampf 88’ Kellig |

| Arbitro: | Schmidt |

|                                  |           |                                           |
| Hampf 37’ Kellig 87’, 90’ (rig.) | Marcatori | 36’ (aut.) Emmerich 70’ Traoré 74’ Riedel |

| Arbitro: | Lämmchen |

|                             |           |            |
| Yılmaz 7’, 81’ Brechler 72’ | Marcatori | 66’ Müller |

| Arbitro: | Schmickartz |

|                                  |           |  |
| Hampf 70’ Thönelt 72’ Kellig 80’ | Marcatori |  |

| Arbitro: | Achmüller |

|  |           |                      |
|  | Marcatori | 57’ Hampf 65’ Boltze |

| Arbitro: | Bartsch |

|               |           |            |
| Reinhardt 59’ | Marcatori | 7’ Henning |

| Arbitro: | Schüller |

|  |           |           |
|  | Marcatori | 58’ Hampf |

| Arbitro: | Bärmann |

|               |           |               |
| Reinhardt 30’ | Marcatori | 85’ Vujanović |

### Coppa di Germania
| Arbitro: | Perl |

|  |           |              |
|  | Marcatori | 77’ Ibišević |

## Statistiche

### Statistiche di squadra
| Competizione      | Punti | In casa | In casa | In casa | In casa | In casa | In casa | In trasferta | In trasferta | In trasferta | In trasferta | In trasferta | In trasferta | Totale | Totale | Totale | Totale | Totale | Totale | DR |
| Competizione      | Punti | G       | V       | N       | P       | Gf      | Gs      | G            | V            | N            | P            | Gf           | Gs           | G      | V      | N      | P      | Gf     | Gs     | DR |
| ----------------- | ----- | ------- | ------- | ------- | ------- | ------- | ------- | ------------ | ------------ | ------------ | ------------ | ------------ | ------------ | ------ | ------ | ------ | ------ | ------ | ------ | -- |
| Regionalliga nord | 45    | 17      | 4       | 9       | 4       | 21      | 19      | 17           | 7            | 3            | 7            | 29           | 23           | 34     | 11     | 12     | 11     | 50     | 42     | +8 |
| Coppa di Germania | -     | 1       | 0       | 0       | 1       | 0       | 1       | 0            | 0            | 0            | 0            | 0            | 0            | 1      | 0      | 0      | 1      | 0      | 1      | -1 |
| Totale            | 45    | 18      | 4       | 9       | 5       | 21      | 20      | 17           | 7            | 3            | 7            | 29           | 23           | 35     | 11     | 12     | 12     | 50     | 43     | +7 |

### Andamento in campionato
| Giornata  | 1 | 2  | 3  | 4  | 5  | 6  | 7  | 8  | 9  | 10 | 11 | 12 | 13 | 14 | 15 | 16 | 17 | 18 | 19 | 20 | 21 | 22 | 23 | 24 | 25 | 26 | 27 | 28 | 29 | 30 | 31 | 32 | 33 | 34 |
| --------- | - | -- | -- | -- | -- | -- | -- | -- | -- | -- | -- | -- | -- | -- | -- | -- | -- | -- | -- | -- | -- | -- | -- | -- | -- | -- | -- | -- | -- | -- | -- | -- | -- | -- |
| Luogo     | C | T  | C  | T  | T  | C  | T  | C  | T  | C  | T  | C  | T  | C  | T  | C  | T  | T  | C  | T  | C  | C  | T  | C  | T  | C  | T  | C  | T  | C  | T  | C  | T  | C  |
| Risultato | N | P  | P  | P  | V  | N  | P  | P  | N  | V  | V  | N  | V  | V  | P  | N  | P  | V  | N  | V  | N  | V  | N  | P  | P  | P  | N  | N  | P  | V  | V  | N  | V  | N  |
| Posizione | 7 | 14 | 16 | 17 | 14 | 14 | 16 | 16 | 16 | 15 | 13 | 13 | 11 | 10 | 11 | 11 | 11 | 10 | 9  | 8  | 9  | 6  | 8  | 8  | 9  | 10 | 10 | 11 | 11 | 11 | 10 | 10 | 8  | 7  |

Legenda:

Luogo: C = Casa; T = Trasferta. Risultato: V = Vittoria; N = Pareggio; P = Sconfitta.

### Statistiche dei giocatori
| Giocatore     | Regionalliga nord | Regionalliga nord | Regionalliga nord | Regionalliga nord | Coppa di Germania | Coppa di Germania | Coppa di Germania | Coppa di Germania | Totale   | Totale | Totale      | Totale     |
| Giocatore     | Presenze          | Reti              | Ammonizioni       | Espulsioni        | Presenze          | Reti              | Ammonizioni       | Espulsioni        | Presenze | Reti   | Ammonizioni | Espulsioni |
| ------------- | ----------------- | ----------------- | ----------------- | ----------------- | ----------------- | ----------------- | ----------------- | ----------------- | -------- | ------ | ----------- | ---------- |
| F. Bachmann   | 15                | 0                 | 1                 | 0                 | 1                 | 0                 | 0                 | 0                 | 16       | 0      | 1           | 0          |
| M. Baumann    | 17                | 1                 | 6                 | 0                 | 1                 | 0                 | 1                 | 0                 | 18       | 1      | 7           | 0          |
| T. Becker     | 25                | 1                 | 3                 | 2                 | 1                 | 0                 | 0                 | 0                 | 26       | 1      | 3           | 2          |
| B. Boltze     | 30                | 11                | 4                 | 0                 | 1                 | 0                 | 0                 | 0                 | 31       | 11     | 4           | 0          |
| J. Emmerich   | 34                | 2                 | 4                 | 0                 | 1                 | 0                 | 0                 | 0                 | 35       | 2      | 4           | 0          |
| B. Förster    | 6                 | 1                 | 1                 | 0                 | 0                 | 0                 | 0                 | 0                 | 6        | 1      | 1           | 0          |
| F. Gerster    | 4                 | 0                 | 0                 | 0                 | 0                 | 0                 | 0                 | 0                 | 4        | 0      | 0           | 0          |
| K. Hampf      | 16                | 5                 | 1                 | 0                 | 0                 | 0                 | 0                 | 0                 | 16       | 5      | 1           | 0          |
| E. Keller     | 7                 | 0                 | 0                 | 0                 | 0                 | 0                 | 0                 | 0                 | 7        | 0      | 0           | 0          |
| S. Kellig     | 32                | 11                | 3                 | 1                 | 1                 | 0                 | 0                 | 0                 | 33       | 11     | 3           | 1          |
| S. Klömich    | 27                | 0                 | 0                 | 0                 | 1                 | 0                 | 0                 | 0                 | 28       | 0      | 0           | 0          |
| C. Kunert     | 26                | 0                 | 4                 | 1                 | 1                 | 0                 | 0                 | 0                 | 27       | 0      | 4           | 1          |
| H. Liebers    | 23                | 0                 | 3                 | 1                 | 1                 | 0                 | 1                 | 0                 | 24       | 0      | 4           | 1          |
| C. Löwe       | 16                | 1                 | 1                 | 0                 | 0                 | 0                 | 0                 | 0                 | 16       | 1      | 1           | 0          |
| A. Müller     | 27                | 1                 | 6                 | 0                 | 0                 | 0                 | 0                 | 0                 | 27       | 1      | 6           | 0          |
| J. Nowak      | 9                 | 0                 | 4                 | 0                 | 0                 | 0                 | 0                 | 0                 | 9        | 0      | 4           | 0          |
| J. Reinhardt  | 23                | 3                 | 4                 | 1                 | 1                 | 0                 | 0                 | 0                 | 24       | 3      | 4           | 1          |
| M. Schlosser  | 26                | 5                 | 1                 | 0                 | 1                 | 0                 | 0                 | 0                 | 27       | 5      | 1           | 0          |
| S. Schmidt    | 1                 | 0                 | 0                 | 0                 | 0                 | 0                 | 0                 | 0                 | 1        | 0      | 0           | 0          |
| S. Schumann   | 3                 | 0                 | 1                 | 0                 | 0                 | 0                 | 0                 | 0                 | 3        | 0      | 1           | 0          |
| D. Sieber     | 21                | 0                 | 2                 | 0                 | 0                 | 0                 | 0                 | 0                 | 21       | 0      | 2           | 0          |
| S. Sonnenberg | 27                | 4                 | 5                 | 0                 | 1                 | 0                 | 0                 | 0                 | 28       | 4      | 5           | 0          |
| S. Thönelt    | 19                | 1                 | 2                 | 0                 | 0                 | 0                 | 0                 | 0                 | 19       | 1      | 2           | 0          |
| M. Wilke      | 29                | 2                 | 2                 | 0                 | 1                 | 0                 | 1                 | 0                 | 30       | 2      | 3           | 0          |